# آرلینگتن (اورگن)
آرلینگتن (به انگلیسی: Arlington) شهری در شهرستان گیلیم ایالت اورگن است و در سرشماری سال ۲۰۱۱ میلادی، ۵۸۶ نفر جمعیت داشته که نسبت به سال ۲۰۱۰، −۰٫۱۷ درصد رشد جمعیت داشته‌است.